# Winden (Nassau)

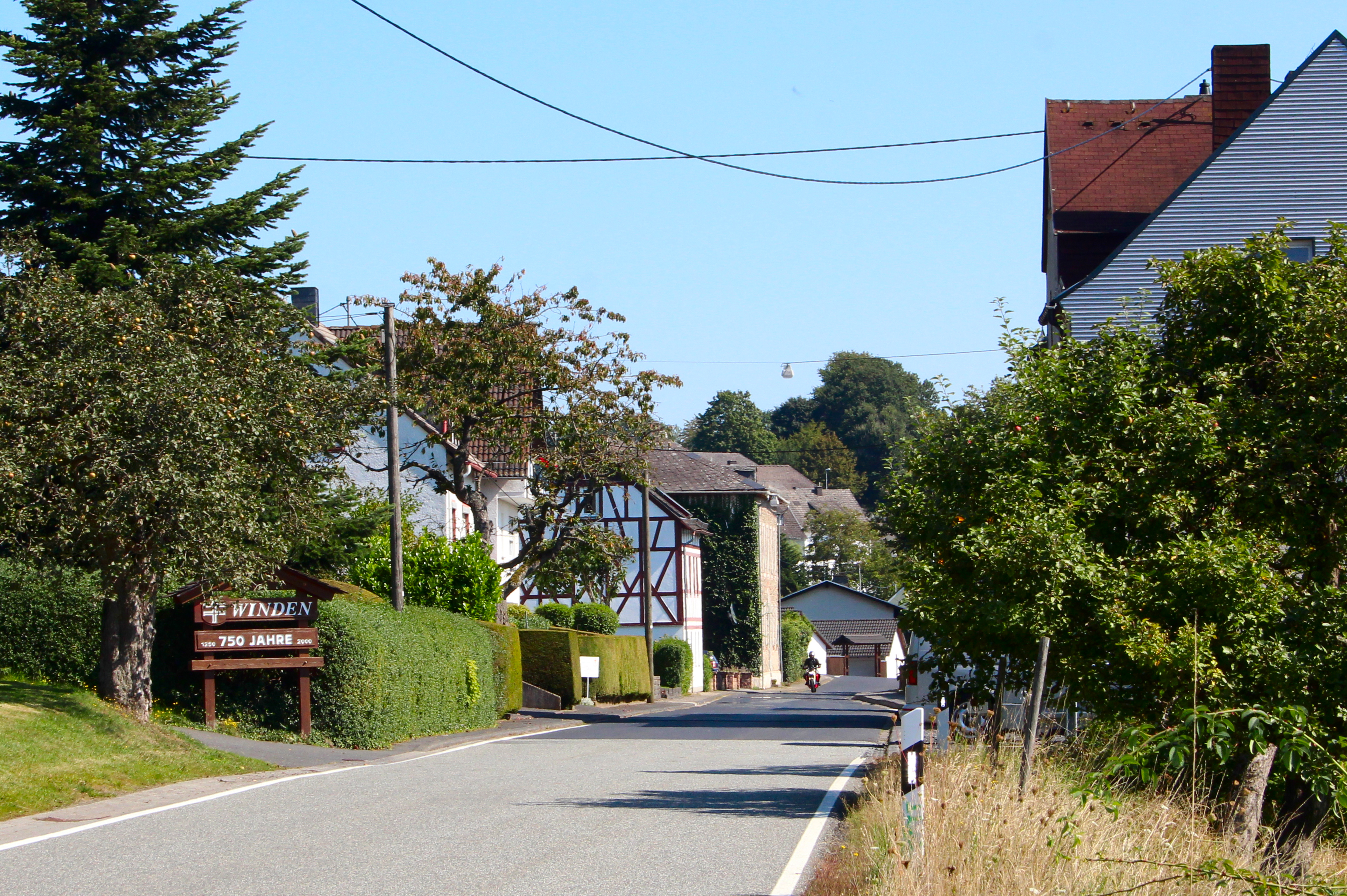
Ansicht von Winden

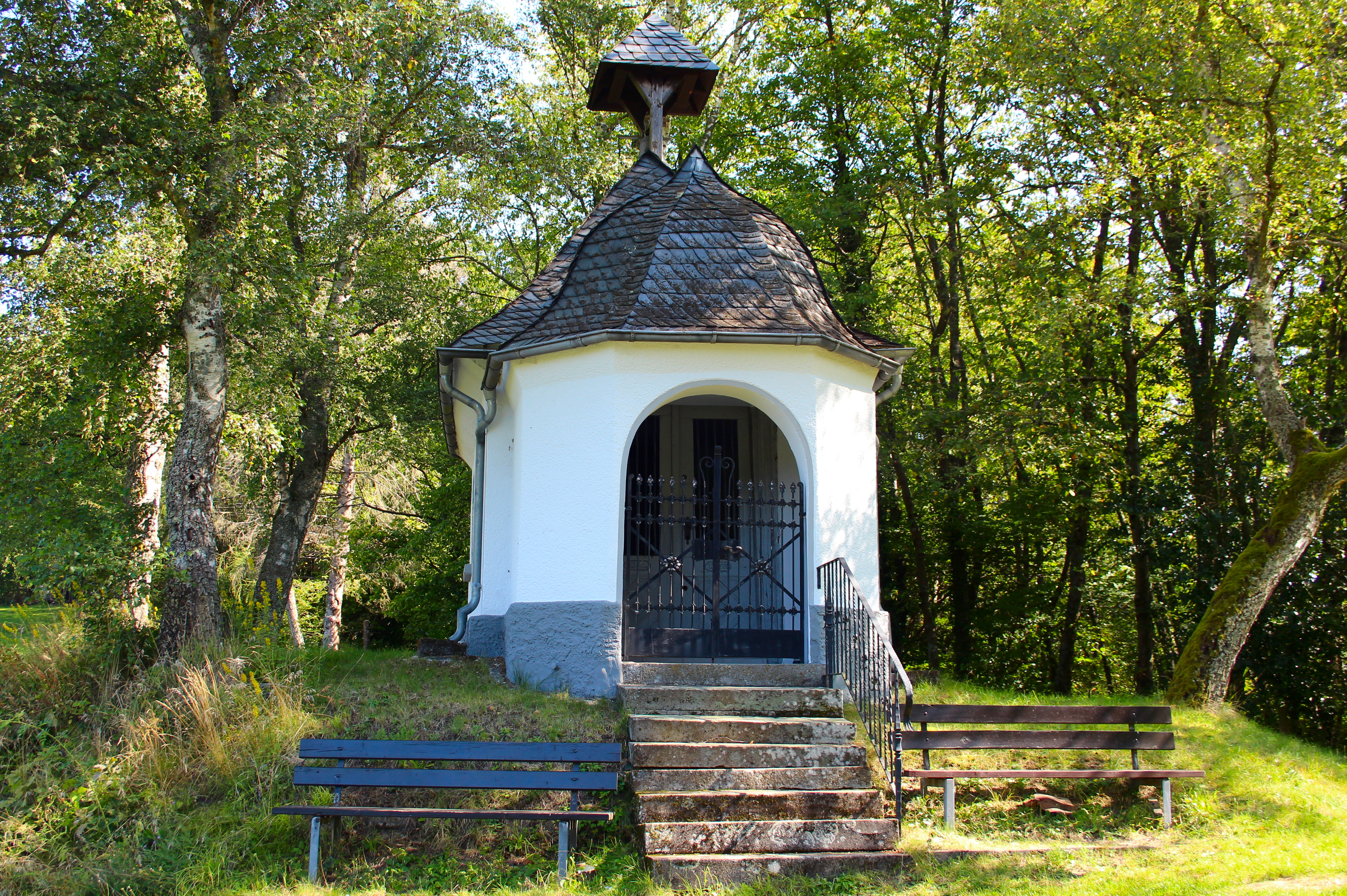
Die Michaelskapelle

Winden ist eine Ortsgemeinde im Rhein-Lahn-Kreis in Rheinland-Pfalz. Sie gehört der Verbandsgemeinde Bad Ems-Nassau an.

## Geographie
Winden liegt im Westerwald auf den nördlich des Rhein-Nebenflusses Lahn gelegenen Erhebungen, den Lahnhöhen. Das Gemeindegebiet ist Teil des Naturparks Nassau.
Nachbarorte sind die Ortsgemeinden Hübingen im Norden, Gackenbach und Horhausen im Nordosten, Weinähr im Süden, die Stadt Nassau im Südwesten, sowie die Ortsgemeinden Hömberg im Westen und Welschneudorf im Nordwesten.

## Geschichte
Urkundlich wurde Winden erstmals im Jahre 1250 in einer Urkunde des Trierer Erzbischofs Arnold von Trier erwähnt, laut der er die Kirche zu Winden durch die Gräfin Mechthild von Sayn an das Kloster Arnstein übertragen ließ. Im Dreißigjährigen Krieg wurde der Ort stark verwüstet, die Einwohnerzahl ging stark zurück. 1763 wurde die Pfarrei von kurtrierischen Grenadieren mit Gewalt besetzt und anstelle des Prämonstratenserpaters ein den Trierern genehmer Kaplan eingesetzt.
Der Bau der Michaelskapelle begann 1768. 1788 begann der Bau der St.-Willibrord-Kirche. Ab 1806 war der Ort Teil des Herzogtums Nassau. 1842 brachen in der Gemeinde die Menschenblattern aus. 1843 lebten in Winden 753 Einwohner. Nassau wurde 1866 von Preußen annektiert, damit kam Winden in die Provinz Hessen-Nassau und gehörte zum Kreis Sankt Goarshausen.
1863 wurde die erste Orgel für die Kirche angeschafft. Diese wurde bei Orgelbauer Raßmann zu Möttau bei Weilburg gebaut und kostete 1075 Gulden. Im gleichen Jahr kam es im Dorf zu einem Großbrand, der laut Ortschronist bereits 14 Tage vor seinem Ausbruch bekannt gewesen sein soll. Ein Teil des Dorfes wurde trotz dieses Umstandes zerstört. An der Kirche wurde 1897 eine Sakristei angebaut.
1939 zählte der Ort 452 Einwohner und blieb in den folgenden Jahren von den Auswirkungen des Zweiten Weltkriegs weitestgehend verschont. Nach Ende des Krieges besetzten amerikanische Soldaten das Dorf, zogen aber bereits nach drei Tagen wieder ab.
1976 erhielt Winden die Auszeichnung Schönstes Dorf von Rheinland-Pfalz.
Die Einwohnerschaft entwickelte sich im 19. und 20. Jahrhundert wie folgt: 1843: 753 Einwohner, 1927: 522 Einwohner, 1964: 505 Einwohner.

## Politik

### Gemeinderat
Der Gemeinderat in Winden besteht aus zwölf Ratsmitgliedern, die bei der Kommunalwahl am 9. Juni 2024 in einer Mehrheitswahl gewählt wurden, und dem ehrenamtlichen Ortsbürgermeister als Vorsitzendem.
Die Sitzverteilung im Gemeinderat:
| Wahl | Grüne             | WLF               | WGM               | WGK               | WGL               | Gesamt   |
| ---- | ----------------- | ----------------- | ----------------- | ----------------- | ----------------- | -------- |
| 2024 | per Mehrheitswahl | per Mehrheitswahl | per Mehrheitswahl | per Mehrheitswahl | per Mehrheitswahl | 12 Sitze |
| 2019 | 2                 | 7                 | 3                 | –                 | –                 | 12 Sitze |
| 2014 | –                 | –                 | –                 | 3                 | 9                 | 12 Sitze |
| 2009 | per Mehrheitswahl | per Mehrheitswahl | per Mehrheitswahl | per Mehrheitswahl | per Mehrheitswahl | 12 Sitze |

- WLF = Wählerliste Forró
- WGM = Wählergruppe Mertlich
- WGK = Wählergruppe Krauß
- WGL = Wählergruppe Linscheid

### Bürgermeister
Gebhard Linscheid wurde am 10. Mai 2022 erneut Ortsbürgermeister von Winden, nachdem er das Amt bereits von 2004 bis 2019 ausgeübt hatte. Bei der Direktwahl am 24. April 2022 war der bisherige Erste Beigeordnete mit einem Stimmenanteil von 94,5 % erneut zum Ortsbürgermeister gewählt worden. Bei der Direktwahl am 9. Juni 2024 wurde er als einziger Bewerber mit 87,8 % für weitere fünf Jahre in seinem Amt bestätigt.
Für knapp drei Jahre übte Stefan Mertlich das Amt aus. Er hatte es am 2. Juli 2019 angetreten, nachdem er bei der Direktwahl am 26. Mai 2019 mit einem Stimmenanteil von 55,45 % für fünf Jahre gewählt worden war. Mit Wirkung zum 1. Februar 2022 legte Mertlich jedoch das Amt aus persönlichen Gründen vorzeitig nieder, wodurch eine Neuwahl erforderlich wurde.

### Wappen
Im Jahre 1446 wurde erstmals das Windener Wappen, welches ein schwarzes Doppelkreuz in silbernen Feld zeigt, urkundlich belegt. 1545 wurde das Windener Wappen bezeugt. 1951 wurde das Windener Wappen als Gemeindesiegel verwendet.

## Persönlichkeiten
- Johann Birkelbach (1880–1964), Betriebsrat und Mitglied des Provinziallandtages der Provinz Hessen-Nassau
- Wilhelm Kurth (1893–1946), Politiker (SPD), Oberbürgermeister von Koblenz
- Monika Becker (* 1955), MdL Rheinland-Pfalz
- Erika Fritsche (* 1956), MdL Rheinland-Pfalz